# 벙어리 삼룡 (1929년 영화)
"벙어리 삼룡"(Deaf Samryong)은 나운규 감독, 각색의 1929년에 제작된 한국 영화다. 나도향의 단편 소설 '벙어리 삼룡이'를 원작으로 했다.

## 출연 인물
- 나운규
- 유신방
- 주삼손
- 윤봉춘

## 만든 사람들
- 제작:나운규 프로덕션
- 감독:나운규
- 각본:나운규
- 촬영:손용진

## 평가
집에 불이 붙는 라스트 씬은 그 당시로서는 대단한 촬영의 시도라하여 높이 평가되었다.

## 같이 보기
- 벙어리 삼룡이 - 나도향의 단편 소설
- 벙어리 삼룡 - 신상옥감독의 1964년 한국 영화